# São José de Areal
São José de Areal is een census town in het district Zuid-Goa van de Indiase staat Goa. 

## Demografie
Volgens de Indiase volkstelling van 2001 wonen er 8352 mensen in São José de Areal, waarvan 51% mannelijk en 49% vrouwelijk is. De plaats heeft een alfabetiseringsgraad van 63%. 